# Montgelas’sche Zählung
Die Montgelas’sche Zählung (auch Montgelas-Erhebung) ist eine 1809–1811 durchgeführte statistische Erhebung und gilt als die erste umfassende Statistik im Königreich Bayern.

## Vorgeschichte
Frühere Erhebungen waren mängelbehaftet, etwa jene von Johann Nepomuk Freiherr von Dachsberg in den Jahren 1771–1781, die nur teilweise erhalten ist und deren Erhebungszeitraum sich über zehn Jahre erstreckte, oder jene von Joseph von Hazzi, die sich nur eingeschränkt als brauchbar erwies.
Daher wurden in der „Höchst-landesherrliche Verordnung die Einrichtung der Pfarr-Matrikel betreffend vom 31. Januar 1803“ (Regierungsblatt 1803, 73–80) Vorschriften und Normen erlassen, die vereinheitlichte Formulare der Tauf-, Trauungs- und Sterberegister für die Ermittlung der Bevölkerungszahl vorsah und entsprechende Meldungen an die übergeordneten Behörden einführte. Am 1. Oktober 1808 wurde das Statistisch-topographische Bureau beim Bayerischen Staatsministerium des Königlichen Hauses und des Äußern eingerichtet und mit der Herstellung einer Statistik des Landes betraut. Zugleich wurden beim Innenministerium Verwaltungsstrukturen zwecks Durchführung einer umfassenden Zählung eingerichtet, wofür Tabellenköpfe mit den genauen Erhebungsmerkmalen an die nachgeordneten General-Kreis-Kommissariate versandt wurden. In diesen waren u. a.: Orte, Gebäude, Volkszahl (differenziert nach Geschlecht, Religion, Familienzahl, Kinderzahl), Geburten, Hochzeiten, Sterbefälle (differenziert nach Alter, Geschlecht und Todesursache), Mineralprodukte, Ernte, Viehbestand, Manufakturen und Fabriken, Zahl der Künstler, Handwerker, Kaufleute, Handel, Ein- und Auswanderungen, Verhaftungen, Gefängnisse, Krankenhäuser, Armenhäuser (jeweils mit Insassen), Gemeindefinanzen einzutragen.

## Zählungen
Die nach Maximilian von Montgelas benannte Zählung erfolgte in den Jahren 1809 bis 1811 und ist die erste umfassende Statistik im Königreich Bayern und der angeschlossenen Gebiete. Es gab zwar ebenso wie für die vorangegangenen Zählungen keinen Stichtag oder Berichtszeitraum, jedoch sollte die Erfassung künftig jährlich erfolgen, auch um den neuen Fachministerien eine möglichst genaue Datengrundlage über ihre Bereiche zu liefern. Insgesamt wurden 438 handgeschriebene Folio-Bände erstellt, die heute in der Handschriftenabteilung der Bayerischen Staatsbibliothek einsehbar sind. Darin enthalten ist umfangreiches Datenmaterial für die Jahre 1809/10 und 1811/12 sowie Nachträge für die neu erworbenen Territorien Aschaffenburg (1814/15) und Würzburg (1815/16).

## Auswertung
Die Auswertung erfolgte im 1808 gegründeten Statistischen Bureau unter Joseph Ernst von Koch-Sternfeld. Das Büro wurde aber 1817 wieder aufgelöst, gleichzeitig mit der Entlassung von Montgelas als zuständigen Minister.